# Bart's Nightmare
Bart's Nightmare est un jeu vidéo sorti en 1992 sur Super NES et Mega Drive. Développé par Sculptured Software et édité par Acclaim, ce  jeu est basé sur la série Les Simpson,,,,.

## Système de jeu
Bart Simpson s'est endormi alors qu'il faisait un exposé. Il fait un cauchemar, un univers étrange où les télévisions et les fées errent dans les rues. Le jeu se passe dans une rue, mentionné comme le Monde Venteux. Le joueur doit trouver les pages de devoirs de Bart dans les différents niveaux et retourner dans la réalité, tout en évitant des ennemis comme des boîtes postales, Lisa Simpson et d'autres personnages de la série. Le joueur peut prendre son skateboard, qui agit comme un pouvoir, pour augmenter temporairement sa vitesse.
Le principal Skinner apparaît de temps en temps et essaye de parer Bart. Si le joueur marche sur Skinner, Bart change d'apparence et sera plus lent et ne pourras pas tirer, mais cela le protègera des ennemis et ne subira pas de dégât.
Quand une page est trouvée dans le Monde Venteux, le joueur doit sauter dessus. Le joueur doit diriger Bart à une des deux portes codées en couleur (indiquées selon un code des couleurs) pour jouer à un mini-jeu et récupérer une page perdue des devoirs de Bart, si le joueur ne choisit pas, Bart choisira automatiquement la porte gauche. Les portes et les jeux sont :
- Bartzilla (la porte verte)
- Temple of Maggie (la porte orange)
- Bartman (la porte bleue)
- Itchy & Scratchy (la porte jaune)
- Bart's Blood-circulation (la porte mauve)

Le jeu finit quand Bart meurt (ainsi la fin de son rêve) en perdant tous ses « Zzzzs » (ronflements). Le Monde Venteux sera recouvert d'un brouillard blanc, quand Bart est sur le point de se réveiller. En prenant des dégâts encore une fois, ou si tous les mini-jeux sont accomplis. Si toutes les pages ne sont pas récupérées, les devoirs de Bart aboutiront à un gribouillage, mais si le joueur récupérait toutes les pages, il y aurait le mot "FIN" écrit sur le devoir de Bart. Selon le nombre de mini-jeux terminé, la note du devoir augmentera. Puis, la note du devoir de Bart est affiché au réfrigérateur. Si c'est la note la plus basse (F) qui apparaît, ce sera le bouleversement de la famille entière, mais si la note est plus haute, Homer sera content du travail de Bart.